# SN 2006cp
SN 2006cp – supernowa typu Ia odkryta 28 maja 2006 roku w galaktyce UGC 7357. W momencie odkrycia miała maksymalną jasność 18,20m.